# Tenshi
Tenshi (天使) er det japanske ord for engel. Det er også titlen på en japansk film fra 2005 med Kyoko Fukada.